# 特別自治道
特別自治道（韓語：특별자치도）是韩国的一种行政区划，属于广域地方自治团体。其职能与道相同，但根据《地方自治法》，其具有更高的自治权。
| 名称           | 韩文名称 | 韩文汉字 | 下辖区划  | 政府所在地 | 面积         | 人口      | 设立时间      | 传统地方 |
| -------------- | -------- | -------- | --------- | ---------- | ------------ | --------- | ------------- | -------- |
| 濟州特別自治道 |          |          | 2行政市   | 濟州市     | 1,850.3 km2  | 674,877   | 2006年7月1日  | 全罗     |
| 江原特別自治道 |          |          | 7市、11郡 | 春川市     | 16,829.7 km2 | 1,535,491 | 2023年6月11日 | 江原     |
| 全北特別自治道 |          |          | 6市、8郡  | 全州市     | 8,073.2 km2  | 1,794,682 | 2024年1月18日 | 全罗     |

## 自治权

### 濟州特別自治道
济州特别自治道的大部分行政权力，包括自治警察團、道路规划、退伍军人事务和漢拏山國立公園，都由济州特别自治道知事直接管辖。
不过，公共安全相关的事务由隶属于行政安全部的济州特别自治道警察厅和其他与公共安全有关的机构负责。
此外，济州特别自治道下设行政市，而不是一般市，行政市市长由济州特别自治道知事通过文官选举任命。

### 江原特別自治道、全北特別自治道
不同于济州特别自治道，江原特別自治道和全北特別自治道保留了下辖基础地方自治团体的自治权。

## 法律依据
- 《地方自治法》[2]